# Patricia Newcomb
Margot Patricia Newcomb Wigan (* 9. Juli 1930 in Washington D.C.) ist eine US-amerikanische Publizistin, die für Barbara Streisand, Natalie Wood und Marilyn Monroe arbeitete. Später tätigte sie auch politische Arbeit, unter anderem für den demokratischen US-Justizminister Robert F. Kennedy. 1969 gründete sie Pickwick Public Relations und wurde 1985 Vizepräsidentin der Filmproduktionen von MGM. Sie war mit dem 2010 verstorbenen Filmproduzenten Gareth Wigan verheiratet und lebt heute zurückgezogen in Los Angeles. Aufgrund ihrer Verbindungen zu Monroe und Robert F. Kennedy wurde sie über die Jahre zu einer Schlüsselfigur der Verschwörungstheorien, die Monroes Suizid in Frage stellten. 

## Leben
Margot Patricia Newcomb wurde am 9. Juli 1930 in Washington, D.C. geboren. Ihr Vater, Carman A. Newcomb Jr., war Sohn von Carman A. Newcomb, ein republikanischer Vertreter des US-Repräsentantenhauses, und Anwalt, der das Kohleunternehmen des Geschäftsmannes George Skakel, Vater von Ethel Kennedy, vertrat. Er heiratete Sozialarbeiterin Lilian Levie und hatte mit ihr neben Patricia eine weitere Tochter, Hope Adrian.
In Kalifornien besuchte Patricia die Immaculate Heart High School, bevor sie 1952 ein Psychologiestudium am Mills College in Oakland absolvierte. Anschließend arbeitete sie für Pierre Salinger, über den sie den Senatoren Robert F. Kennedy kennenlernte. Später war sie Angestellte in der PR-Agentur des Filmproduzenten Arthur P. Jacobs, wo sie 1956 der Schauspielerin Marilyn Monroe, während des Drehs für den Film Bus Stop, zugeteilt wurde. Nach ihrer Ersetzung wurde sie 1960 erneut Monroes Publizistin. Newcomb schenkte ihr den Hund Maf, machte die Schauspielerin im Februar 1962 mit ihrem letzten Liebespartner, José Bolaños, in Mexiko-Stadt bekannt und begleitete sie im Mai 1962 zur Geburtstagsfeier des US-amerikanischen Präsidenten John F. Kennedy im Madison Square Garden, wo Monroe Happy Birthday, Mr. President sang.
Am 4. August 1962 verbrachte Newcomb ihren Tag bei Monroe in ihrer Residenz im 12305 Fifth Helena Drive. Die Frauen hatten laut Newcomb eine Auseinandersetzung am Pool. Danach rief Monroe ihren Psychiater Ralph R. Greenson zu sich, der Newcomb aufforderte zu gehen. Sie verließ das Haus am späten Nachmittag und erfuhr nach eigener Aussage vom Tod ihrer Klientin erst am nächsten Morgen. Daraufhin besuchte sie Monroes Heimstätte erneut und rief der versammelten Presse „Schießt weiter, Geier“ zu. Aufgrund dieses Vorfalls wurde Newcomb von der Arthur P. Jacobs Agency entlassen. Sie war zu Monroes Beerdigung am 8. August anwesend und verließ wenig später die Vereinigten Staaten.
Nach ihrer Rückkehr in die Vereinigten Staaten half Newcomb 1964 bei der Wahlkampfkampagne von Robert F. Kennedy. 1968 wurde sie Kennedys Kampagnenmanagerin für die Präsidentschaftswahl. Sie arbeitete außerdem als Informationsspezialistin der United States Information Agency sowie als Beraterin des Justizministeriums. In Hollywood repräsentierte sie die Schauspielerinnen Barbra Streisand und Natalie Wood und arbeitete an Filmen wie Hello, Dolly mit. 1969 gründete sie die PR-Agentur Pickwick Public Relations und beteiligte sich ein Jahr später an der Senatorenkampagne für Eunice Kennedy. Newcomb heiratete den Produzenten Gareth Wigan am 28. Juni 1982 und wurde 1985 zur Vizepräsidentin der Filmproduktionen von MGM. 
Aufgrund ihrer politischen Arbeit für die Kennedys wurde Newcomb zum Ende ihrer Karriere eine Schlüsselfigur in Verschwörungstheorien, welche John F. Kennedy und Robert F. Kennedy mit Monroes Tod in Verbindung bringen. Newcomb äußerte sich nur selten zu Monroes Tod. Biografen stellten ihre Unwissenheit bezüglich der genauen Todesumstände in Frage, da sie Monroes letzten Lebenstag bei ihr verbracht hatte und kurz darauf das Land verließ. Zudem sagte der Sanitäter James Hall später öffentlich aus, Newcomb am Eingang zu Monroes Haus in der Nacht ihres Todes hysterisch empfangen zu haben. Der Biograf Anthony Summers bezeichnete Newcomb gegenüber The Sun im September 2022 als „letzter lebender Geheimniswahrer“ der Schauspielerin und erklärte, dass sie elementar sein könne, um die Todesumstände Monroes zu verstehen. Newcomb lebt heute zurückgezogen in Los Angeles.

## Filmografie
- 1956: Bus Stop (als Publizistin)
- 1969: Hello, Dolly (als Publizistin)
- 1980: Eine ganz normale Familie (als Werbeberaterin)
- 1988: Gorillas im Nebel (als Werbekoordinatorin)